# Giovanni Battista Alagona
Giovanni Battista Alagona (Siracusa, 25 agosto 1726 – Caltagirone, 21 settembre 1801) è stato un vescovo cattolico italiano.

## Biografia
Era figlio di Francesco, appartenente ai conti di Formica, e d Ignazia Giustiniani. Amava la letteratura e studiò presso i gesuiti di Palermo. Dopo una breve carriera militare, divenne sacerdote, e fu nominato vescovo di Siracusa nel 1773, consacrato nella cattedrale di Palermo dall'arcivescovo Girolamo Palermo.
Il suo episcopato fu caratterizzato da episodi di astio, soprattutto con il capitolo della cattedrale di Siracusa a causa per la suddivisione delle rendite ecclesiastiche, opponendosi anche al filosofo Giovanni Agostino De Cosmi nel 1793.
Nel 1780 fondò in parte a proprie spese, una biblioteca annessa al seminario vescovile. Divenne segretario dell'Accademia Aretusea. Si occupò del restauro e dell'abbellimento della cattedrale, del palazzo vescovile e di altri edifici pubblici.
Morì a Caltagirone, durante una visita pastorale, il 21 settembre 1801. Venne sepolto nella cattedrale di Siracusa.

## Genealogia episcopale
La genealogia episcopale è:
- Cardinale Sigismund von Kollonitz
- Cardinale Mihály Frigyes von Althann
- Cardinale Juan Álvaro Cienfuegos Villazón, S.I.
- Cardinale Joaquín Fernández de Portocarrero
- Arcivescovo Girolamo Palermo, C.R.
- Vescovo Giovanni Battista Alagona